# Man lebt nur einmal (Walzer)
Man lebt nur einmal ist ein Walzer von Johann Strauss (Sohn) (op. 167). Das Werk wurde am 19. Februar 1855 im Tanzlokal Zum Sperl erstmals aufgeführt.

## Einzelnachweis
1. ↑  Quelle: Englische Version des Booklets (Seite 39) in der 52 CDs umfassenden Gesamtausgabe der Orchesterwerke von Johann Strauß (Sohn), Hrsg. Naxos (Label). Das Werk ist als sechster Titel auf der 12. CD zu hören.